# Leopold Biega
Leopold Marian Biega (ur. 13 listopada 1848 w Sanoku, zm. 26 sierpnia 1910 tamże) – polski nauczyciel, działacz społeczny, radny.

## Życiorys

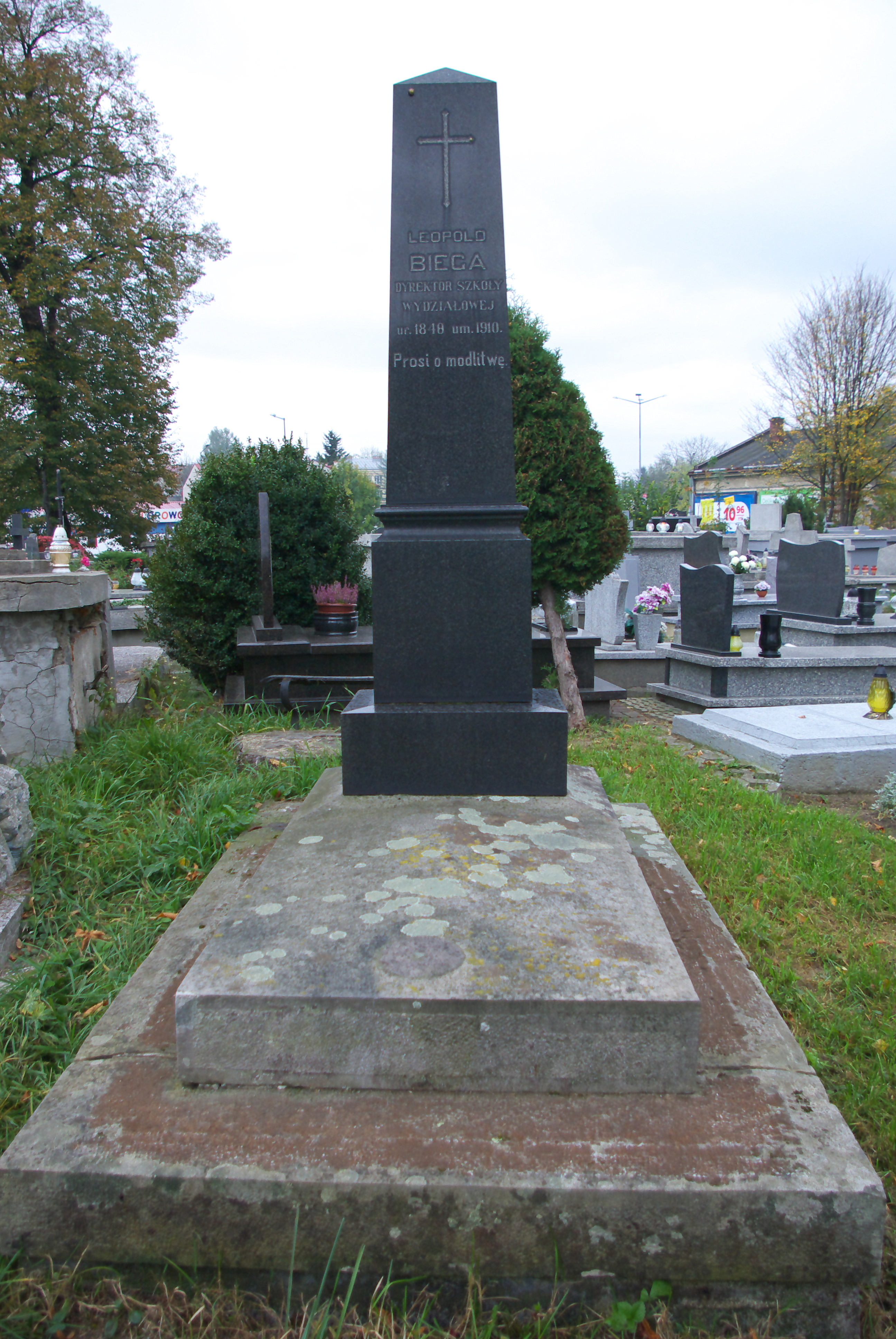
Nagrobek Leopolda Biegi w Sanoku

Urodził się 13 listopada 1848 w Sanoku. Był synem Jana Biegi (urzędnik magistratu miejskiego w Sanoku) i Amalii z domu Bobrowskiej. Jego rodzeństwem byli: Henryk (1844-1907, ksiądz kanonik, katecheta i wykładowca w Przemyślu), Władysław (ur. 1850, nauczyciel, dyrektor szkoły w Dynowie), Marianna Izabela (ur. 1852), Karol Gracjan (ur. 1853), Emilia (ur. 1855) oraz przyrodni brat Stanisław Jan Antoni (1862-1923, działacz narodowy i sokoli).
Po ukończeniu szkoły w mieście, kształcił się w seminarium nauczycielskim we Lwowie. Od 1872 pracował niespełna rok jako nauczyciel w Baligrodzie, po czym przeniósł się do rodzinnego Sanoka. Tam pracował w czteroklasowej szkole ludowej męskiej,  w której później został zastępcą kierownika Józefa Dzundzy. Od 1893 był nauczycielem kierownikiem pięcioklasowej etatowej szkoły męskiej w Sanoku. Jako prowizoryczny kierownik sześcioklasowej szkoły męskiej w Sanoku w marcu 1895 złożył egzamin wydziałowy z III grupy przed komisją egzaminacyjną we Lwowie, po czym został mianowany rzeczywistym nauczycielem kierującym. Od 1899 był kierownikiem sześcioklasowej szkoły męskiej w Sanoku. Od około 1901 pełnił funkcję dyrektora trzyklasowej szkoły wydziałowej męskiej w Sanoku połączonej z czteroklasową szkołą pospolitą (mianowany dyrektorem na początku sierpnia 1902). Ponadto uczył kaligrafii i rysunków także w C. K. Gimnazjum w Sanoku oraz w Szkole Przemysłowej Uzupełniającej w Sanoku, powołanej w 1893.
Udzielał się w sferze oświatowej. W latach 70. był członkiem C. K. Rady Szkolnej Okręgowej w Sanoku jako reprezentant zawodu nauczycielskiego. Był działaczem oddziału Towarzystwa Pedagogicznego w Sanoku, którego był prezesem oraz był wybierany 7 lutego 1880 podskarbim i 23 kwietnia 1882 członkiem wydziału.
Pracował jako urzędnik w więzieniu c. i k. Był założycielem i od 13 sierpnia 1881 przez wiele lat pełnił funkcję naczelnika towarzystwa ochotniczej straży pożarnej w Sanoku, później formalnie naczelnikiem Rady Zawiadowczej Związku Okręgowego nr V w Sanoku do początku XX wieku. Jako podkomendny był instruktorem i nauczycielem gimnastyki sanockiego korpusu strażaków. W 1899 został odznaczony ustanowioną w 1896 honorową odznaką Krajowego Związku Ochotniczych Straży Pożarnych w Galicji za nieprzerwaną, walką i wierną służbę przez 25 lat, a w 1904 tym samym odznaczeniem za 30 lat służby i w tym czasie wszedł w skład komitetu organizującego galicyjski XI. Krajowy Zjazd Strażacki w Sanoku. Pełnił funkcję zastępcy członka Rady Krajowego Związku Ochotniczych Straży Pożarnych w Galicji i Lodomerii z Wielkim Księstwem Krakowskiem. Był założycielem i pierwszym dyrektorem Kasy Zaliczkowej w Sanoku. Zasiadł w radzie nadzorczej Towarzystwa Kasy Zaliczkowej w Sanoku. 4 lutego 1904 został wybrany członkiem wydziału miejskiej Kasy Oszczędności w Sanoku, a 15 marca 1904 został wybrany na okres trzech lat cenzorem Kasy Oszczędności w Sanoku. W 1904, 1907 był wybierany członkiem wydziału Czytelni Chrześcijańskiej „Ogniwo” w Sanoku.
Był członkiem sanockiego gniazda Polskiego Towarzystwa Gimnastycznego „Sokół” (członek 1893, 1894, 1906, był we władzach wydziału, komisjach budowlanej i finansowej, zastępcą delegata związku, w 1896 był gospodarzem i naczelnikiem), w 1907 zasiadł w sądzie honorowym). Był członkiem wydziału i kierownikiem Towarzystwa „Korpusy Wakacyjne” w Sanoku. W 1905, 1907 był wybierany członkiem wydziału „Towarzystwa Bursy”, sprawującego pieczę nad Bursą Jubileuszową im. Cesarza Franciszka Józefa w Sanoku. Wszedł w skład komitetu założycielskiego Bursy Włościańskiej im. Tadeusza Kościuszki dla dzieci chłopskich uczących się w szkołach ludowych, powstałej w ramach Okręgu Towarzystwa Szkoły Ludowej w Sanoku, pełnił funkcję zastępcy przewodniczącej Koła TSL w Sanoku. Był członkiem zwyczajnym Macierzy Szkolnej dla Księstwa Cieszyńskiego. 17 stycznia 1897 został wybrany członkiem wydziału Towarzystwa Pomocy Naukowej w Sanoku. Był założycielem i współredaktorem „Gazety Sanockiej” oraz współpracownikiem „Tygodnika Ziemi Sanockiej”. Należał do wielu towarzystw, m.in. w Kółku Rolniczym, towarzystwie dramatyczno-muzycznym udzielał się aktywnie w życiu społecznym na wielu polach.
Był radnym miasta Sanoka (wybrany w kadencji od 1893, 15 lipca 1897 (w miejsce Tomasza Tokarskiego), w 1900, w 1903, 1907).
Żoną Leopolda Biegi od około 1874 była Kamilla z domu Strzelbicka. Mieli córkę Marię Kamillę (1875-1879). Jego bratankami (synami Stanisława Jana) byli Stanisław (1893-1944, major dyplomowany Wojska Polskiego) i Bolesław (1896-1976, dyplomata), którymi Leopold opiekował się w Sanoku po separacji ich rodziców.
Zmarł 26 sierpnia 1910 w Sanoku wieku 62 lat i w 38 roku służby zawodowej. Został pochowany na cmentarzu przy ul. Rymanowskiej w Sanoku 28 sierpnia 1910. W pogrzebie uczestniczyło kilka tysięcy osób. Rada Zawiadowcza Krajowego Związku Ochotniczych Straży Pożarnych przyznała mu pośmiertnie odznakę honorową za 35 lat służby. Nagrobek Leopolda Biegi został wykonany przez rzeźbiarza Ferdynanda Majerskiego. Następcą Leopolda Biegi na stanowisku dyrektora szkoły wydziałowej w Sanoku był tymczasowo Aleksander Mochnacki.